# A.C. Zachariasen & Søn
A.C. Zachariasen & Søn (også Aarhus Orgelbyggeri), oprindeligt Demants Orgelbyggeri blev etableret af Peter Ulrik Frederik Demant (de) (1802-1868) på Dalum Mølle på Fyn omkring 1823. I 1854 flyttede virksomheden til Odense. Sønnen Johan Andreas Demant (1830-1878) indtrådte senere som kompagnon. Han ægtede i 1861 Juliane Louise Hornung, datter af klaverbygger C.C. Hornung i Skælskør.
Ved Johan Andreas' død blev virksomheden, der var flyttet til Aarhus, overtaget af Frederik Nielsen, der videreførte den under sit eget navn – i nogle år med tilføjelsen Demants Efterfølger. Hans søn Emil Nielsen gik konkurs.
Orgelbygger Andreas Conrad Zachariasen (1877-1954) overtog i september 1906 en del af Emil Nielsens konkursbo, nemlig værktøj og maskiner. Han lejede sig ind i konkursboets lokaler og etablerede sig under eget navn med tilføjelsen "Orgelfabrikken Aarhus". Zachariasen var netop hjemvendt fra Tyskland, hvor han havde været på valsen som farende svend. I 1907 fik han sin tyske valsekammerat, den senere så navnkundige orgelbygger Theodor Frobenius til Danmark som medhjælp i fabrikken. På Landsudstillingen i Aarhus 1909 vandt han sølvmedalje.
I 1938 overtog hans søn, J.A. (Jens Alexander) Zachariasen (1908-1974) virksomheden.
Firmaet lå på Skanderborgvej 108, Kongsvang pr. Aarhus.

## Værker
Denne liste er ufuldstændig; hjælp gerne med at udfylde den.

Demants orgelbyggeri har leveret orgler til bl.a.:
- Dråby Kirke
- Emauskirken (1869)
- Jørlunde Kirke (siden 2004, fra 1877, oprindeligt i Vejstrup Kirke)
- Løsning Kirke (1845, delvist brændt 1848, resterne ombygget 1850 og 1885)
- Mariager Kirke (1858)
- Nyborg Kirke (1830/31, i Haslund Kirke fra 1871 til 2005)
- Nyord Kirke (siden 1983, fra 1870, oprindeligt i Paarup Kirke)
- Ringkøbing Kirke (1861)
- Roholte Kirke (1877, opstillet 2005)
- Roskilde Klosterkirke (1857)
- Øster Hæsinge Kirke
- Aalborg Klosterkirke (1866, ombygget 2010)

Under A.C. Zachariasens ejertid til bl.a.:
- Sankt Andreas Kirke (1906, opsat 2000, oprindeligt i Øland Kirke 1906-1988)
- Køng Kirke (1910)
- Balle Valgmenigheds kirke (1906)

## Galleri
- Seddel i orgel i Nyborg Kirke: "Denne Vindlade er bygget af min
afdøde Fader P.U.F. Demant.... Dalum
Mølle 1830 eller 31 til Nyborg Kirke.
1871 blev et større Orgel leveret til
Denne Kirke -
Nue er nyt Pulpitur.... indsat.

Aarhus d. 3. Juni 1872.

J.A. Demant.

Min lille Søn heder Thorvald
og er 8½ Aar gammel"
- Annonce fra ca. 1910